# José Tomás da Cunha Vasconcelos
José Tomás da Cunha Vasconcelos (Goiana, 29 de janeiro de 1867 — Rio de Janeiro, 15 de maio de 1938) foi um político brasileiro. Exerceu o mandato de deputado federal constituinte pelo Acre em 1934.